# Jop van Steen
Jop van Steen (Nijmegen, 21 december 1984) is een Nederlands voormalig voetballer die meestal als aanvallend ingestelde middenvelder speelde, doorgaans geposteerd aan de linkerflank.

## Carrière
Van Steen begon zijn carrière bij VV Union en vervolgens Quick 1888. Hier doorliep hij de jeugdopleiding en kwam hij uiteindelijk in de eerste selectie terecht. In 2006 vertrok hij naar RKHVV uit Huissen, waar hij het merendeel van zijn loopbaan zou spelen. In 2010 vertrok hij voor één jaar naar SV Juliana '31 uit Malden, waar hij met 13 doelpunten werd uitgeroepen tot speler van het jaar, maar in maart 2011 werd bekend dat Van Steen terug zou keren naar RKHVV. Hier bleef hij twee seizoenen, alvorens hij in mei 2013 besloot te vertrekken naar Achilles '29.
De Groesbekers promoveerden als zondagkampioen naar de Eerste Divisie, waarin Van Steen zijn debuut maakte in de uitwedstrijd bij FC Emmen op 3 augustus. Op 30 augustus scoorde Van Steen zijn eerste competitietreffer voor de Groesbekers tegen Helmond Sport (2-3). Voor de uitwedstrijd tegen FC Den Bosch moest de linkspoot Levi Raja Boean voor zich dulden in de pikorde, waardoor Van Steen voor het eerst dit seizoen op de bank moest beginnen. Een week later stond hij door een blessure bij Raja Boean weer in de basis, maar twee weken later moest hij door een hersenschudding vanaf de tribune toekijken. Door het passeren van Kürşad Sürmeli door François Gesthuizen, kreeg Van Steen in december weer een aantal basisplaatsen. Vanaf januari 2014 besloot François Gesthuizen over te stappen naar een systeem met twee controleurs, waar Van Steen er een van was. Van Steen wist in de eerste competitiewedstrijd (2-1 winst tegen Almere City) in deze nieuwe rol gelijk te scoren en hij werd uitgeroepen tot matchwinnaar. Hij speelde hierna alle 15 andere wedstrijden van dat seizoen, waarvan tien als basisspeler en op 1 april verlengde hij zijn contract met één jaar.
Ook in het begin van het volgende seizoen had Van Steen een basisplaats, maar na vijf wedstrijden besloot Gesthuizen om enkele veranderingen op het middenveld door te voeren, wat ten koste ging van Van Steen. Twee weken later had hij zijn basisplaats echter weer terug. Op 25 oktober was hij vanwege rugklachten slechts invaller tegen MVV Maastricht (3-2 verlies), maar wist hij wel te scoren. In de slotseconden schoot hij de bal langs Jo Coppens. De weken behield Van Steen zijn plek in de basisopstelling van Achilles. Op 27 februari 2015 werd bekend dat hij zijn contract met één jaar verlengde. Op 20 maart tikte hij tegen Almere City FC vijf minuten voor tijd de beslissende 3-1 binnen. In 2017 degradeerde hij met Achilles '29 uit de Eerste divisie.
Medio 2017 verruilde hij Achilles '29 voor FC Lienden. Na een seizoen waarin hij met zijn club tegen degradatie vocht in de Tweede divisie, stopte Van Steen in 2018 met voetballen.

## Statistieken
| Seizoen                   | Club           | Land           | Competitie     | Competitie | Competitie | Beker | Beker | Totaal | Totaal |
| Seizoen                   | Club           | Land           | Competitie     | Wed.       | Dlp.       | Wed.  | Dlp.  | Wed.   | Dlp.   |
| ------------------------- | -------------- | -------------- | -------------- | ---------- | ---------- | ----- | ----- | ------ | ------ |
| 2013/14                   | Achilles '29   | Nederland      | Eerste divisie | 32         | 2          | 1     | 0     | 33     | 2      |
| 2014/15                   | Achilles '29   | Nederland      | Eerste divisie | 36         | 2          | 1     | 0     | 37     | 2      |
| 2015/16                   | Achilles '29   | Nederland      | Eerste divisie | 34         | 4          | 3     | 0     | 37     | 4      |
| 2016/17                   | Achilles '29   | Nederland      | Eerste divisie | 35         | 3          | 1     | 0     | 36     | 3      |
| Carrièretotaal            | Carrièretotaal | Carrièretotaal | Carrièretotaal | 137        | 11         | 6     | 0     | 143    | 11     |
| Bijgewerkt op 27 mei 2017 |                |                |                |            |            |       |       |        |        |